# 11 mai 1909
Le mardi 11 mai 1909 est le 131e jour de l'année 1909.

## Naissances
- Auguste Roch Nkounkou (mort le 3 juillet 1982), prélat congolais (RC)
- Ellis R. Dungan (mort le 1er décembre 2001), réalisateur indien
- Joseph Kerharo (mort le 11 janvier 1986), professeur français et pharmacien militaire
- Marcel Van Houtte (mort le 30 juin 2001), coureur cycliste belge
- Michel Hacq (mort le 30 novembre 1994), commissaire de police français
- René Bousquet (mort le 8 juin 1993), haut fonctionnaire français, collaborateur pendant la Seconde Guerre mondiale

## Autres événements
- Fin des travaux de la commission sur le South Africa Act amenant à la création de l'Union d'Afrique du Sud